# International Auxiliary Language Association
International Auxiliary Language Association (IALA) grundades 1924 i USA med målet att verka för spridningen av ett internationellt hjälpspråk. Initiativtagare var Alice V. Morris, som även bidrog finansiellt till dess verksamhet.
Ursprungligen var avsikten att välja ut ett av de många redan existerande försöken till världsspråk, till exempel esperanto, ido, latino sine flexione eller occidental, men så småningom kom man fram till att inget av dessa dög. Man blev också alltmer övertygad om att ett internationellt språk inte skall konstrueras, utan snarare bör extraheras ur de naturliga språken. Inriktningen ändrades därför under 1930-talets senare del till att "vaska fram" det internationella språk som de facto redan finns latent i de västerländska språken. Denna gemensamma ordskatt består huvudsakligen av ord av grekiskt eller latinskt ursprung, och blir särskilt tydlig när man ser på vetenskapliga termer.
Arbetet slutfördes under ledning av Alexander Gode, och språket, som fick namnet interlingua, publicerades slutligen 1951 i form av Interlingua-English Dictionary, innehållande 27 000 internationella ord, samt Interlingua Grammar, som beskrev en enkel grammatik för språket.
IALA upplöstes 1953, och ersattes av Interlingua Division inom Science Service.